# René Dausner
René Dausner (* 1975) ist ein deutscher römisch-katholischer Theologe und Hochschullehrer.

## Leben
Er studierte katholische Theologie und Germanistik in Jerusalem und  Bonn, wo er auch 2006 zum Dr. theol. promoviert wurde. Nach dem Referendariat in Baden-Württemberg unterrichtete er dort von 2008 bis 2011 als Gymnasiallehrer. Seit Februar 2011 war er als wissenschaftlicher Assistent am Lehrstuhl für Fundamentaltheologie der Katholischen Universität Eichstätt-Ingolstadt tätig, wo er  sich 2015 habilitierte. Seitdem war er dort Privatdozent und zunächst als Akademischer Rat, später als Akademischer Oberrat am Lehrstuhl für Fundamentaltheologie bei Christoph Böttigheimer tätig. Im Sommersemester 2017 nahm er die Lehrstuhlvertretung für Systematische Theologie an der TU Dresden wahr. Seit 2016 ist er Mitglied im Gesprächskreis Juden und Christen des Zentralkomitees der deutschen Katholiken. Am 1. Oktober 2018 wurde Dausner zum Professor für Systematische Theologie an der Universität Hildesheim ernannt. Im Rahmen eines Lehrexports unterrichtet Dausner Systematische Theologie (Dogmatik und Fundamentaltheologie) auch am Institut für Theologie der Leibniz Universität Hannover.  
Seine Forschungsschwerpunkte sind dogmatische sowie fundamentaltheologische Themen, interdisziplinärer Diskurs mit der Philosophie und der Literatur sowie Fragen des jüdisch-christlichen Dialogs.

## Schriften (Auswahl)
- Schreiben wie ein Toter. Poetologisch-theologische Analysen zum deutschsprachigen Werk des israelisch-jüdischen Dichters Elazar Benyoëtz  (= Studien zu Judentum und Christentum. Band 54). Schöningh, Paderborn u. a. 2007, ISBN 3-506-76385-7 (zugleich Dissertation, Bonn 2006).
- als Herausgeber mit Michael Bongardt: Zum Einsatz kommen. "Die Eselin Bileams und Kohelets Hund" von Elazar Benyoëtz vielstimmig gelesen zu seinem 75. Geburtstag (= Jerusalemer Theologisches Forum. Band 23). Aschendorff, Münster 2012, ISBN 978-3-402-11026-3.
- als Herausgeber mit Florian Bruckmann: Im Angesicht der Anderen. Gespräche zwischen christlicher Theologie und jüdischem Denken. Festschrift Josef Wohlmuth zum 75. Geburtstag (= Studien zu Judentum und Christentum. Band 25). Schöningh, Paderborn u. a. 2013, ISBN 3-506-77662-2.
- als Herausgeber mit Julia Enxing: Impulse für eine kompetenzorientierte Didaktik der Systematischen Theologie (= Theologie und Hochschuldidaktik. Band 5). LIT, Münster u. a. 2014, ISBN 978-3-643-12479-1.
- als Herausgeber mit Joachim Eck: Theologien in ihrer kulturellen Prägung. Beiträge zum interreligiösen Dialog in Indien und Deutschland. Grundlagen – Probleme – Chancen (= Eichstätter Theologische Studien. Neue Folge. Band 72). Pustet, Regensburg 2014, ISBN 978-3-7917-2626-7.
- als Herausgeber mit Christoph Böttigheimer: Das Konzil ‚eröffnen‘. Reflexionen zu Theologie und Kirche 50 Jahre nach dem II. Vatikanischen Konzil. Herder, Basel u. a. 2016, ISBN 3-451-37594-X.
- als Herausgeber mit Christoph Böttigheimer: Vaticanum 21. Die bleibenden Aufgaben des Zweiten Vatikanischen Konzils im 21. Jahrhundert. Dokumentationsband zum Münchner Kongress „Das Konzil ‚eröffnen‘“. Herder, Basel u. a. 2016, ISBN 3-451-37894-9.
- Christologie in messianischer Perspektive. Zur Bedeutung Jesu im Diskurs mit Emmanuel Levinas und Giorgio Agamben (= Studien zu Judentum und Christentum. Band 31). Schöningh, Paderborn 2016, ISBN 3-506-78423-4 (zugleich Habilitationsschrift, Eichstätt-Ingolstadt 2015).